# 媵
媵（よう）は、中国の周代の婚姻の形態による側室の一種。
当時の天子や貴族が正室を娶るときは、正室の女性の他に同族の姉妹や従妹が媵として付き従った。
正室となる女性が子供を産めなかった場合、その代理として媵が子供を産む役目を負った。
側室の一種であるが妾とは異なり媵が産んだ子供は正室の子として扱われた。